# Greatest Hits (DVD de The Cure)
Ne doit pas être confondu avec Greatest Hits (album de The Cure).
Pour les articles homonymes, voir Greatest Hits.
Greatest Hits est une compilation de clips du groupe The Cure sortie en DVD le 11 décembre 2001. Elle regroupe les clips illustrant les principaux singles du groupe depuis leurs débuts. La liste des titres est identique à celle du CD du même titre sorti un mois plus tôt. Le DVD offre cependant en bonus caché trois autres clips.

En bonus également, une session en studio (Acoustic Hits) où sont joués six titres en version acoustique avec la présence de Boris Williams aux percussions.

Il existe une version de cette compilation au format VHS d'une durée de 68 minutes.

## Liste des clips
Tous les clips sont réalisés par Tim Pope exceptés A Forest (David Hillier), Mint Car (Richard Heslop), Cut Here et Just Say Yes (Richard Anthony).
1. Boys Don't Cry
2. A Forest
3. Let's Go to Bed
4. The Walk
5. The Lovecats
6. In Between Days
7. Close to Me
8. Why Can't I Be You?
9. Just Like Heaven
10. Lullaby
11. Lovesong
12. Never Enough
13. High
14. Friday I'm in Love
15. Mint Car
16. Wrong Number
17. Cut Here
18. Just Say Yes

Clips cachés:
1. The Caterpillar
2. Close to Me (closer mix)
3. Pictures of You

## Acoustic Hits (bonus)
1. A Forest
2. The Lovecats
3. Close to Me
4. Lullaby
5. Friday I'm in Love
6. Just Say Yes

## Musiciens sur Acoustic Hits
- Robert Smith: chant, guitare
- Simon Gallup: basse
- Perry Bamonte: guitare
- Roger O'Donnell: claviers
- Jason Cooper: batterie
- Boris Williams: percussions

## Certification
Greatest Hits est certifiée vidéo d'or en France pour 10 000 exemplaires vendus en janvier 2003,